# Marquesan Dog

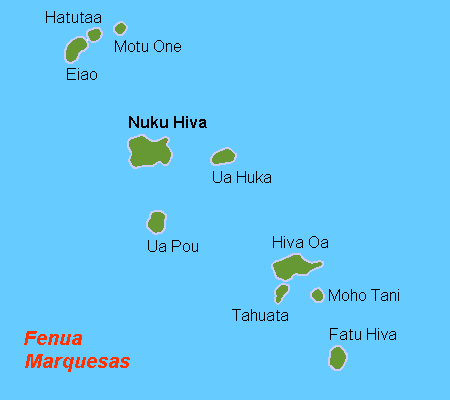
Mappa delle Isole Marchesi

Il Marquesan Dog o cane delle isole Marchesi è una razza canina estinta proveniente dalle Isole Marchesi.

## Storia
Simile ad altri ceppi di cani polinesiani, è stato introdotto nelle Marchesi dagli antenati del popolo polinesiano durante le loro migrazioni. Usati come totem tribali e simboli cerimoniali religiosi, a volte venivano consumati come carne anche se meno frequentemente che in altre parti del Pacifico a causa della loro scarsità. 
Si pensa che questi cani nativi si siano estinti prima dell'arrivo degli europei, che non hanno registrato la loro presenza sulle isole. Le rappresentazioni petroglifiche di cani e i resti archeologici di ossa di cane e sepolture sono le uniche prove che la razza è esistita. 
La moderna popolazione di cani sull'isola è discendente di razze straniere reintrodotte successivamente nel 19º secolo dai coloni europei.
Ci sono due parole nella lingua marchesiana per cane: peto, usato nelle Marchesi settentrionali, e nuhe, usato nelle Marchesi meridionali. 
Il primo potrebbe essere stato un prestito inglese da pet o un prestito spagnolo da perro (cane), sebbene pero fosse un'alternativa per cane ( kurī ) nella relativa lingua Māori.
Secondo un'altra teoria a sostegno della sua origine straniera, il nome deriverebbe da un cane di New Haven di nome Pato lasciato a Nuku Hiva dal capitano di mare vascello Edmund Fanning dal 1798 al 1803.
Il Nuhe del Marchese Meridionale è unico nelle lingue polinesiane, ma potrebbe avere qualche connessione con wanuhe, la parola per cane nella lingua papuana delle Isole Brumer. Il missionario cattolico francese René-Ildefonse Dordillon elencò altre due forme: mohoʻio e mohokio nel suo dizionario del 1904 Grammaire et dictionnaire de la langue des iles Marquises .
Molti petroglifi o immagini scolpite di cani sono stati trovati vicino a centri religiosi e aree principalmente residenziali che indicano la loro venerazione e l'importanza nella cultura. Un sondaggio dell'archeologo americano Sidsel N. Millerstrom ha notato che la maggior parte dei petroglifi di cani sono stati trovati nelle valli di ' A'akapa, Ha'atuatua e Hatiheu sulla costa settentrionale di Nuku Hiva, il me'ae Vaikivi su Ua Huka e il me'ae I'ipona e Eiaone Valle su Hiva Oa . Le loro distribuzioni regionali probabilmente riflettevano il ruolo dei cani come simboli di lealtà e identità tribale/di clan nelle isole. Erano animali totem associati alla tribù Naki'i.
Le incisioni rupestri raffigurano spesso il cane delle marchesi in forme esagerate. Millerstrom ha notato che queste rappresentazioni deviavano dalle caratteristiche tipiche del cane polinesiano e chiedendosi se fossero pensate per essere realistiche.